# Eois
Eois là một chi bướm đêm thuộc họ Geometridae.

## Các loài
- Eois argentifilata (Felder & Rogenhofer, 1875)
- Eois atrostrigata (Warren, 1894)
- Eois bifilata (Warren, 1895)
- Eois cedon (Druce, 1892)
- Eois cobardata (Dognin, 1893)
- Eois contracta (Walker, 1861)
- Eois cymatodes (Meyrick, 1886)
- Eois flavotaeniata (Warren, 1895)
- Eois gemellaria (Guenée, 1857)
- Eois gratalaria (Walker, 1861)
- Eois heliadaria (Guenée, 1857)
- Eois hyperythraria (Guenée, 1857)
- Eois insolens (Warren, 1905)
- Eois lunulosa (Moore, 1887)
- Eois memorata (Walker, 1861)
- Eois plicata (Moore, 1888)
- Eois plumbacea (Warren, 1894)
- Eois russearia Hübner, 1818
- Eois sanguilinea (Warren, 1895)
- Eois sanguilineata (Warren, 1901)
- Eois trinotata (Warren, 1895)
- Eois unilineata (Warren, 1895)